# Les Grandes-Armoises
Les Grandes-Armoises település Franciaországban, Ardennes megyében. Lakosainak száma 54 fő (2022. január 1.). Les Grandes-Armoises La Berlière, Oches, Stonne, Sy és Tannay-le-Mont-Dieu községekkel határos.

## Népesség
A település népességének változása:
| Lakosok száma | 66   | 44   | 54   | 45   | 59   | 60   | 61   | 61   | 59   | 54   |
|               | 1968 | 1982 | 1990 | 2006 | 2013 | 2015 | 2017 | 2019 | 2020 | 2022 |